# Helenabrunn
Helenabrunn ist ein Ortsteil der nordrhein-westfälischen Kreisstadt Viersen. Innerhalb des Viersener Stadtgebiets liegt die Ortschaft Helenabrunn im Süden des Stadtbezirks Alt-Viersen, in unmittelbarer Nähe der Stadtgrenze zu Mönchengladbach.
Auf älteren Karten wird die Ortschaft auch als Helenebrunn oder Lenebour bezeichnet, Letzteres ist auch die Bezeichnung im lokalen niederfränkischen Dialekt (Platt).

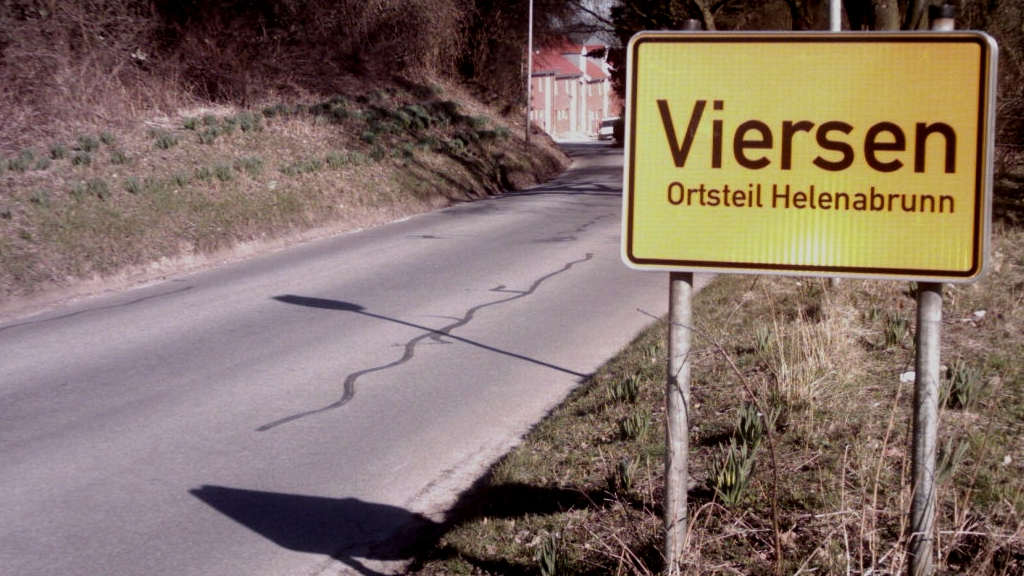
Ortseingangsschild des Viersener Ortsteils Helenabrunn

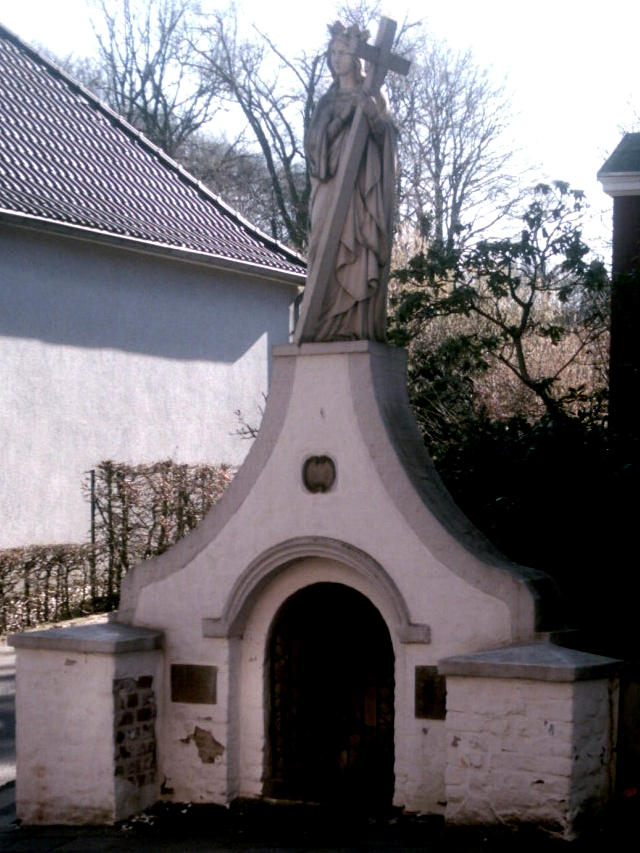
Der inzwischen versiegte Helenenbrunnen

## Geschichte

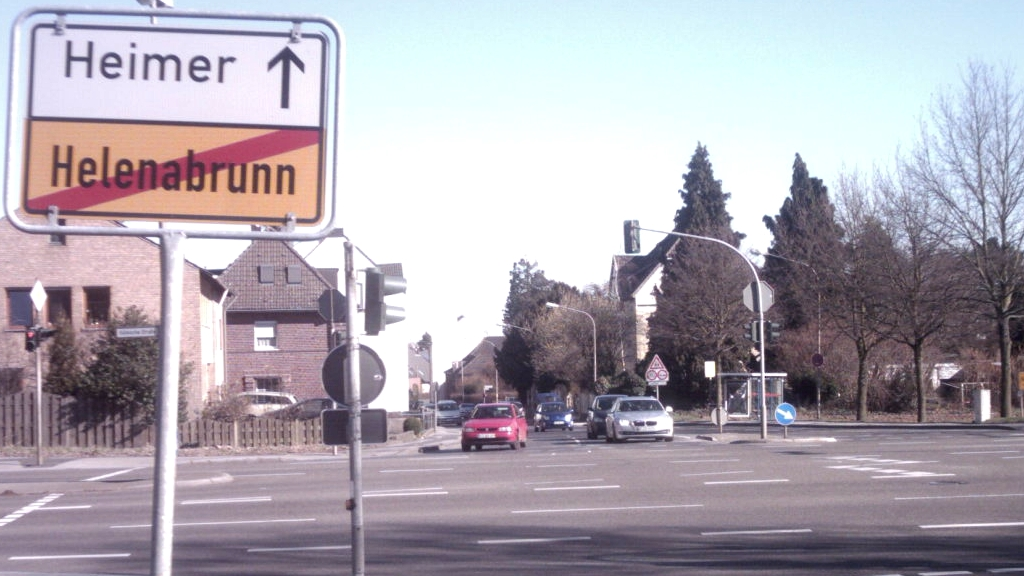
Ortsausgang Richtung Heimer

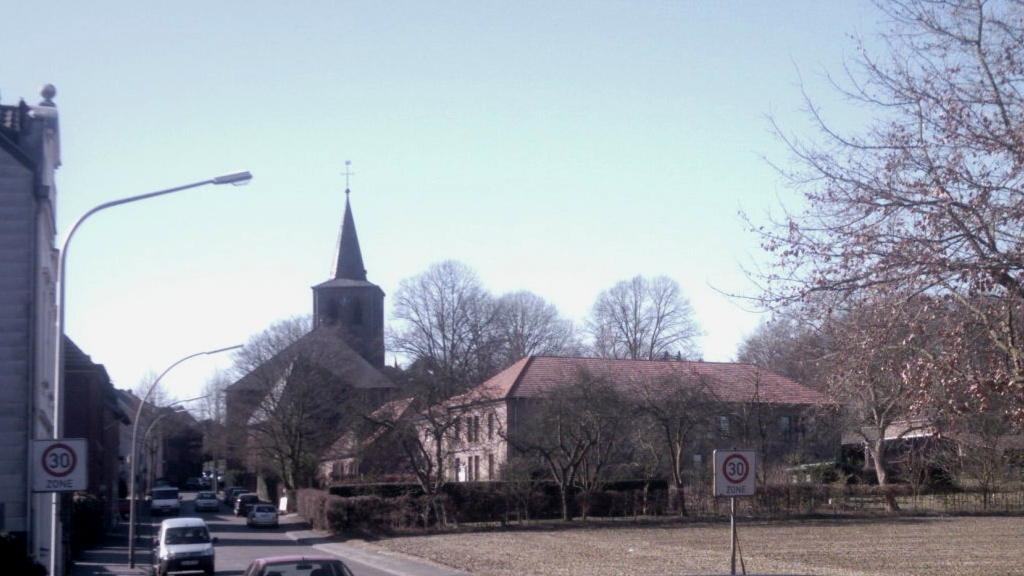
Helenabrunn von der Kölnischen Straße aus gesehen

Der Name Helenabrunn geht der Legende nach zurück auf die heilige Helena, Mutter des römischen Kaisers Konstantin, die während einer Pilgerreise an der hier früher vorhandenen Quelle ihren Durst gelöscht haben soll.
Helenabrunn ist bereits seit Jahrhunderten ein Ortsteil von Alt-Viersen ohne eigene Gemeindeverwaltung und ist daher mit der Geschichte Alt-Viersens eng verflochten, gleichwohl bildet Helenabrunn einen eigenständigen katholischen Pfarrbezirk innerhalb des Alt-Viersener Gebiets, zu dem auch noch einige weitere Ortschaften im Süden von Alt-Viersen gehören, wie z. B. Heimer, Ummer, Ompert oder Bötzlöh.
Einige wichtige Daten aus der Ortsgeschichte:
- ab 1340:

Das Gebiet von Alt-Viersen wird als Exklave des Amtes Krickenbeck ein Teil des früheren Herzogtums Geldern.
- 1420–1424:

Errichtung der Neuwerker Landwehr ca. 600 Meter südöstlich des Ortskerns in der Nähe der heutigen Autobahnanschlussstelle Mönchengladbach Nord an der A 52.
- ca. 1470:

Erste Erwähnung des Helena-Brunnens.
- 1543:

Das Herzogtum Geldern verliert endgültig seine Selbständigkeit und gerät als Teil der Burgundischen Niederlande unter die direkte Herrschaft des habsburgischen Kaisers Karl V., der gleichzeitig auch Herzog von Burgund ist.
- 1556:

Nach der Abdankung Karls V. geht die Herrschaft über die Niederlande auf dessen Sohn Philipp, der als Philipp II. König von Spanien war, über. Damit war Helenabrunn jetzt ein Teil der nunmehr Spanischen Niederlande.
- 1568:

Beginn des niederländischen Unabhängigkeitskrieges gegen die spanische Herrschaft. Die spanische Herrschaft über das Geldrische Oberquartier, zu dem Viersen gehört, bleibt jedoch vorerst bestehen.
- 1576:

In Helenabrunn wird die erste Kapelle aus Stein errichtet.
- 1585:

Errichtung eines Brunnenhäuschens über der Helenenquelle.
- 1618:

Beginn des Dreißigjährigen Krieges, wobei der niederländische Unabhängigkeitskrieg weiterhin andauert, der im Rahmen des Dreißigjährigen Krieges zum Achtzigjährigen Krieg wird. In diesem Zusammenhang entsteht 1629 die örtliche Schützenbruderschaft als eine Art Bürgerwehr.
- 1636:

Errichtung einer zweiten steinernen Kapelle.
- 1648:

Ende des Dreißigjährigen Krieges. Im Westfälischen Frieden werden die nördlichen Niederlande endgültig unabhängig. Das Geldrische Oberquartier mit Viersen und Helenabrunn bleibt jedoch weiterhin ein Teil der spanischen Niederlande.
- 1713:

Nachdem im Jahre 1700 mit König Karl II. der letzte habsburgische Herrscher auf dem spanischen Thron gestorben war, beginnt ab 1701 der Spanische Erbfolgekrieg, infolgedessen das Geldrische Oberquartier im Frieden von Utrecht zwischen Österreich, Preußen, den nördlichen Niederlanden und dem Herzogtum Jülich aufgeteilt wird. Dabei fällt das Gebiet von Alt-Viersen einschließlich Helenabrunn, wiederum als Exklave, ab 1713 an Preußen.
- 1795:

Alt-Viersen wird von französischen Revolutionstruppen besetzt und schließlich von Frankreich annektiert. Da Frankreich damals das gesamte linksrheinische Gebiet vereinnahmte, wurde hierdurch auch der jahrhundertelange Viersener Exklaven-Zustand beendet, und das Alt-Viersener Gebiet war nun wieder mit seinem Umland unter einer einheitlichen Herrschaft verbunden: der französischen.
- 1800:

Gründung der Pfarre St. Helena.
- 1815:

Nachdem die Franzosenzeit mit der Niederlage Napoléons in der Schlacht von Waterloo zu Ende gegangen war, kam Viersen, wie das gesamte Rheinland überhaupt, ab 1815 unter preußische Verwaltung und wurde 1816 in den damals neu geschaffenen Kreis Gladbach eingegliedert.
- 1851:

Eröffnung des Eisenbahnverkehrs zwischen Viersen und Mönchengladbach mit einem Haltepunkt in Helenabrunn.
- 1906:

Inbetriebnahme der Straßenbahn von Mönchengladbach über Viersen nach Süchteln, wobei auch ca. 500 m südwestlich des Ortskerns die Haltestelle „Helenabrunn, Wegweiser“ eingerichtet wurde.
- 1910:

Der enorme Wasserbedarf der benachbarten Großstadt Mönchengladbach und deren Wasserentnahme aus dem damals noch auf Viersener Stadtgebiet liegenden Wasserwerk Helenabrunn lassen den Grundwasserspiegel derart absinken, dass die Quelle im Helenenbrunnen im Jahre 1910 endgültig versiegt.
- 1929:

Die im Laufe des 19. Jahrhunderts einsetzende Industrialisierung führte zu einer immer stärkeren Verstädterung der Region, was die Preußische Verwaltung im Jahr 1929 zu einer Verwaltungsreform des Gebiets veranlasste. Dabei wurde schließlich der bisherige Kreis Gladbach aufgelöst und Alt-Viersen (mit Helenabrunn) zur kreisfreien Stadt erhoben, dabei blieb es bis 1969.
- 1970:

Alt-Viersen wird in den benachbarten Kreis Kempen-Krefeld eingegliedert und verliert seinen Status als kreisfreie Stadt. Gleichzeitig wird das bisherige Stadtgebiet durch Eingemeindung der bisherigen Nachbarstädte Süchteln und Dülken sowie der Gemeinde Boisheim stark vergrößert, wobei sich die Gesamteinwohnerzahl etwa verdoppelt auf damals ca. 85.000 Einwohner.
- 1975:

Als nunmehr mit Abstand größte Kommune des Kreisgebiets und auch als Kompensation für den Verlust der Kreisfreiheit wird die neue Stadt Viersen zur Kreisstadt erhoben (statt Kempen) und der bisherige Kreis Kempen-Krefeld in „Kreis Viersen“ umbenannt.

## Infrastruktur

### Straßenverkehr
- Am östlichen Ortsrand führt die vierspurig ausgebaute Landesstraße L116 („Kölnische Straße“) von M’gladbach nach Viersen unmittelbar an Helenabrunn vorbei.[1]
- Ca. 500 Meter westlich von Helenabrunn verläuft parallel dazu die zweispurige frühere Bundesstraße 59 („Gladbacher Straße“), ebenfalls von M’gladbach nach Viersen.[1] Dieser Abschnitt der B 59 wurde inzwischen zur Landesstraße L71 herabgestuft.
- Außerdem führt die „Heimerstraße“ in den benachbarten Ortsteil Heimer und von dort aus als „Neuwerker Straße“ weiter Richtung M’gladbach-Bettrath.[1]

### Eisenbahn
Im Jahre 1851 wurde mit dem Abschnitt von Viersen nach Mönchengladbach das letzte Teilstück der Eisenbahnstrecke von Duisburg nach Mönchengladbach fertiggestellt. Die Strecke verlief dabei im Viersener Stadtgebiet zunächst ebenerdig und folgte zwischen der Bahnhofstraße in Viersen und in etwa der heutigen Autobahnanschlussstelle M’gladbach-Nord dem jetzigen Verlauf der Freiheits- bzw. Kölnischen Straße, die es damals noch nicht gab. Dabei wurde auch in Helenabrunn ein Haltepunkt eingerichtet, der ungefähr dort lag, wo sich heute eine Fußgängerbrücke über die vierspurige Kölnische Straße schwingt.
Wegen der Vielzahl an Bahnübergängen wurde die Strecke durch das Viersener Stadtgebiet schließlich ab 1917 auf einen Bahndamm verlegt, der etwas östlich der ursprünglichen Trasse verläuft. Dies hatte zur Folge, dass die Eisenbahn nicht mehr unmittelbar an Helenabrunn vorbeiführte, sondern stattdessen etwa einen Kilometer weiter östlich am anderen (östlichen) Ende des Nachbarortes Heimer. Genau dorthin, etwa an die Grenze zwischen Heimer und Lockhütte, wurde damals auch der Bahnhof Helenabrunn verlegt, unter Beibehaltung seines alten Namens, obwohl er nun gar nicht mehr in Helenabrunn lag. Im Jahre 1965 wurde der Bahnhof Helenabrunn schließlich stillgelegt.
Die frühere Eisenbahntrasse wurde nach 1917 zur Landstraße umgebaut, die im Süden des Viersener Stadtgebiets als „Kölnische Straße“ bezeichnet wird. Der vierspurige Ausbau der Kölnischen Straße erfolgte dann in den frühen 1970er Jahren.
Die von Helenabrunn aus nächstgelegenen Bahnhöfe, die noch in Betrieb sind, sind heute der Bahnhof Viersen und der Mönchengladbacher Hauptbahnhof.

### Straßenbahn
Die 1906 eröffnete Straßenbahnverbindung von Mönchengladbach nach Süchteln verlief im Bereich von Helenabrunn etwas außerhalb (westlich) des Ortes entlang der Gladbacher Straße. Ab 1955 wurde die Verbindung abschnittweise stillgelegt. Zunächst fuhr die Straßenbahn noch von M’gladbach aus bis in die Alt-Viersener Innenstadt und endete dort am Remigiusplatz, ab 1959 endete die Straßenbahn dann (wie heute die Buslinie 009) unmittelbar hinter der Gladbacher Stadtgrenze an der bereits auf Viersener Stadtgebiet liegenden Haltestelle „Helenabrunn, Wegweiser“, bis dieser letzte kleine Viersener Straßenbahnabschnitt dann 1965 auch stillgelegt wurde. In M’gladbach selbst waren noch bis 1969 Straßenbahnen in Betrieb.

### Busverkehr
Als Ortsteil von Viersen zählt Helenabrunn zum Gebiet des Verkehrsverbunds Rhein-Ruhr und wird
von insgesamt drei Buslinien angefahren:
| Typ | Linie | Strecke | Hinweise |
| --- | ----- | --- | --- |
|     | CE 89 | Dülken ↔ Viersen Busbf. ↔ Viersen Bf. ↔ Hamm ↔ Heimer ↔ Helenabrunn, Wegweiser / M’gladbach Hbf                                                        | Der City-Express CE 89 fährt ab Viersen-Heimer wechselweise nach Helenabrunn, Wegweiser oder zum Hbf M’gladbach                         |
|     | 009   | (Süchteln ↔ Viersen Busbf. ↔ Beberich ↔ Ummer ↔) Helenabrunn, Wegweiser ↔ M’gladbach, Alter Markt ↔ M’gladbach Hbf ↔ M’gladbach, Ohlerfeld             | Der Abschnitt zwischen Süchteln und Helenabrunn, Wegweiser wird nur gelegentlich zu Stoßzeiten befahren, als Verstärkung der Linie 019. |
|     | 019   | (Vinkrath ↔ Grefrath ↔) Süchteln ↔ Viersen Busbf. ↔ Beberich ↔ Ummer ↔ Helenabrunn, Wegweiser ↔ M’gladbach, Alter Markt ↔ M’gladbach Hbf ↔ Rheydt, Hbf | Der Abschnitt zwischen Vinkrath und Süchteln wird nicht immer befahren.                                                                 |
|     |       | | (Stand: März 2011) |

### Radwanderwege

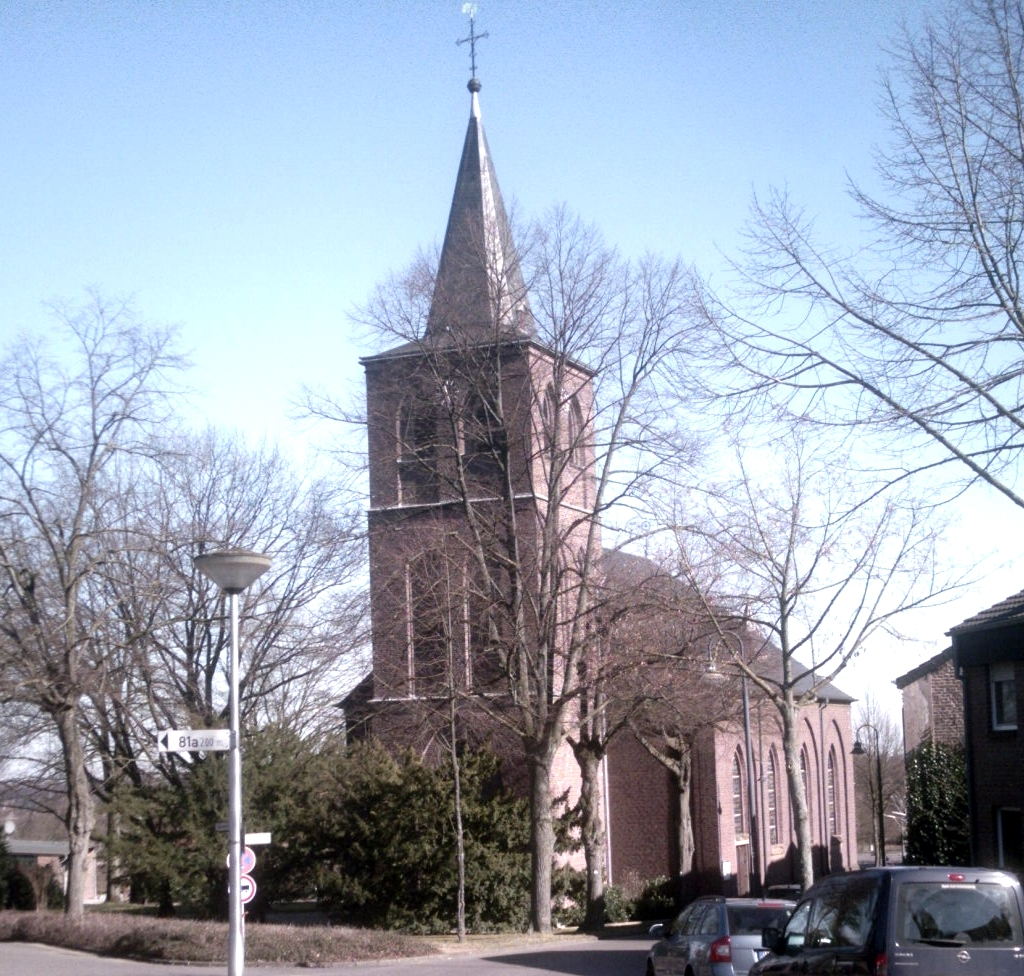
Katholische Pfarrkirche St. Helena

Die Ortschaft Helenabrunn wird von mehreren Radwanderwegen gut erschlossen, insgesamt führen drei offiziell ausgewiesene Radwanderwege auf zwei Achsen durch das Gebiet:
- auf gemeinsamem Fahrweg von der Bockerter Heide kommend über Helenabrunn weiter Richtung Ummer und zur Niers:
  - Die Mispelroute (Rundweg Alt-Viersen)
  - Die [V]-Route (Rundweg Stadtgebiet Viersen)
- Der Irmgardispfad:

Der Irmgardispfad ist dabei sowohl als Rad- wie auch als Fußgängerwanderweg konzipiert und führt vom Helenenbrunnen über Beberich am westlichen Stadtrand von Alt-Viersen vorbei bis zur Irmgardiskapelle im Bereich der Süchtelner Höhen.

## Sehenswürdigkeiten
- Die Katholische Pfarrkirche St. Helena: Das zwischen 1843 und 1852 errichtete Gebäude steht seit 1990 unter Denkmalschutz.[7]
- Der Helenenbrunnen[4]
- Die Neuwerker Landwehr als ausgewiesenes Kulturdenkmal[6][1]

## Bildungs- und Freizeiteinrichtungen
- Agnes-van-Brakel-Schule (Grundschule Helenabrunn)
- Kinderheim „Don Bosco“
- SV Blau-Weiß Concordia 07/24 Viersen

(Fußball, Tischtennis, Schach, Volleyball, Gymnastik, Karate, Boule)

## Nachbarorte
| Beberich                | Ummer                                       | Heimer       |
| Ompert                  | Kompassrose, die auf Nachbargemeinden zeigt | MG-Lockhütte |
| Bockerter Heide Bötzlöh | MG-Großheide                                | MG-Bettrath  |